# Ichiya Kumagae
Ichiya Kumagae (熊谷 一弥?, Kumagai Ichiya; Ōmuta, 10 settembre 1890 – Ōmuta, 16 agosto 1968) è stato un tennista giapponese.

## Palmarès

### Olimpiadi
- Argento a Anversa 1920 nel singolare maschile.
- Argento a Anversa 1920 nel doppio maschile.